# Lampe Cove
Die Lampe Cove ist eine 1,5 km breite und 2 km lange Bucht an der Loubet-Küste Grahamlands auf der Antarktischen Halbinsel. Sie liegt im Osten der Darbel Bay. In sie hinein mündet der Lampe-Gletscher.
Das UK Antarctic Place-Names Committee benannte sie 2016, wie auch gleichnamigen Gletscher, nach dem deutschen Kapitän Karl-Ulrich Lampe (* 1937), ab 1987 langjähriger Schiffsführer bei Antarktiskreuzfahrten.